# Вирус на морбили
Вирусът на морбили (Measles virus) е РНК-вирус, принадлежащ към семейство Парамиксовируси (Paramyxoviridae), род Морбиливирус.
Това е много неустойчив вирус, който бързо загива в околната среда. При стайна температура се инактивира до 30 минути, а светлината и ултравиолетовите лъчи го инактивират още по-бързо. При много ниски температури и лиофилизиране вирусът може да издържи от няколко месеца до години.